# Pavel Pernikaŭ
Pavel Aljaksandravitj Pernikaŭ ( belarusiska: Павел Аляксандравіч Пернікаў ; även Pavel Pernikov, från ryska: Павел Перников), född omkring 1992,  är en belarusisk människorättsaktivist och Wikipedia-bidragsgivare, som den 7 april 2022 dömdes till två års fängelse för att ha "misskrediterat republiken Belarus". Han hade gjort två Wikipediaredigeringar om politiskt förtryck i Belarus samt laddat upp en artikel om tortyr och utomrättsliga mord i belarusiska interneringscenter på en webbplats för en människorättsorganisation . Några dagar efter fängslandet erkändes han som politisk fånge av belarusiska människorättsorganisationer.

## Bakgrund
Pavel Pernikaŭ studerade vid Brests statliga universitet uppkallat efter A.S. Pusjkin. År 2013 deltog han i en studenttävling för 20-årsjubileet av World Conference on Human Rights(en) och fick ett diplom från FN-kontoret i Belarus.
Pernikaŭ var engagerad i människorättsaktivism i Brest-regionen. Han arbetade med den belarusiska delen av International Society for Human Rights(en) och ledde sedan 2021 dess presstjänst.  Pernikaŭ hade gjort mer än 84 000 redigeringar av Wikipedia från 2014 till 2021, med fokus på bevakning av den belarusiska regeringens förföljelse av journalister och medier, såsom den fängslade Komsomolskaja Pravda-journalisten Gennadij Mazjejka och Tut.By-journalisten Katsjaryna Barysjevitj. Under 2020 och 2021 publicerade Pernikaŭ material på sina konton i sociala medier om förföljelsen av oberoende belarusiska medier som Novy Tjas, Intex-Press(en) och Brestskaja Hazeta, och om belarusiska journalister som arbetar i exil efter att ha tvingats fly från Belarus. Hans inlägg i sociala medier upphörde hösten 2021. I december 2021 blockerades Pernikaŭs Wikipedia-konto på grund av misstanke om att det hade äventyrats efter att det använts för att göra en rad redigeringar för att ta bort information om förtrycket av journalister i Belarus. 

## Åtal
Den 28 mars 2022 rapporterade den regionala åklagarmyndigheten i Brest att brottmålet med en tidigare arresterad "30-årig arbetslös bosatt i Brest" hade överförts till domstol, med anklagelsen att "begå handlingar som misskrediterar Republiken Belarus", ett brott mot artikel 369-1 i Belarus strafflag(en) som kan ge upp till fyra års fängelse. Åklagare hävdade att den tilltalade mellan den 29 december 2020 och den 30 april 2021 medvetet hade publicerat "falsk information om de belarusiska myndigheternas inblandning i mordet i oktober 2004 på journalisten Veranika Tjarkasava(en), såväl som vid tortyr och mord på människor” på Wikipedia och på webbplatsen för International Society for Human Rights(en).
Påföljande dag, den 29 mars 2022, höll den regionala domstolen i Brest en session bakom lyckta dörrar för att höra Pernikaŭs klagomål angående "fängelse, husarrest, förlängning av frihetsberövandet och husarrest samt tvångsplacering på ett rättspsykiatriskt expertsjukhus".
Rättegången mot Pernikaŭ inleddes den 6 april 2022 i Moskvas distriktsdomstol i Brest. Vid rättegången begärde åklagaren, Alena Tsichanovitj, att Pernikaŭ skulle dömas till två års fängelse baserat på tre påstådda kränkningar.  
Först anklagade åklagarna Pernikaŭ för att ha lagt till ett stycke om mordet på Henadz Sjutaü(en) och de belarusiska myndigheternas vägran att ta ansvar för dödsfallen av antiregeringsdemonstranter till en artikel på belarusiska Wikipedia om dödsfall relaterade till de belarusiska  protesterna 2020–2021.
För det andra anklagade åklagare Pernikaŭ för att ha lagt till ett omnämnande av mordet på journalisten Veranika Tjarkasava 2004 i en artikel på belarusiska Wikipedia om censur i Belarus(en). Åklagare hävdade att eftersom Wikipedia redan hade en artikel om Cherkasovas mord, var Pernikaŭs tillägg av informationen i en annan artikel avsett att "misskreditera" den belarusiska staten.
För det tredje anklagade åklagare Pernikaŭ för att ha publicerat en artikel om tortyr och död i belarusiska straffkolonier och interneringscenter på webbplatsen för International Society for Human Rights. Åklagare hävdade att eftersom Belarus avdelning för verkställighet av straff rapporterade att de hade undersökt påståendena och inte kunde bekräfta dem, utgjorde det att lägga till informationen på Wikipedia att "misskreditera" Belarus. 
Pernikaŭ erkände sig inte skyldig. Han erkände sig ha gjort redigeringarna och onlinepubliceringen,  men förnekade att det var att "misskreditera Republiken Belarus" i strid med lagen.
Den 7 april 2022 fann domaren Jaŭhen Brehan Pernikaŭ skyldig till att ha "misskrediterat republiken Belarus" i strid med artikel 369-1 i den belarusiska strafflagen och accepterade åklagarens rekommendation om fällande dom. Pernikaŭ fick två års fängelse i en straffkoloni.

## Reaktion
Den 11 april 2022 erkändes Pernikaŭ (tillsammans med 17 andra belrusier) som en politisk fånge av de belarusiska människorättsorganisationerna Vjasna, Legal initiative, Belarusiska journalistförbundet, Lawtrend och Belarusiska människorättshuset döpt efter Baris Zvozskaŭ. De krävde en omedelbar frigivning av Pernikaŭ och andra politiska fångar i Belarus, och att deras åtal avskrivs. 